# Ed Wood (film)
Ed Wood è un film di Tim Burton del 1994, ispirato alla vita e alle opere cinematografiche di Ed Wood, definito "il peggior regista di tutti i tempi". Il ruolo del regista è interpretato da Johnny Depp.
Presentato in concorso al 48º Festival di Cannes, il film, liberamente ispirato dalla biografia Nightmare of Ecstasy di Rudolph Grey, ha ricevuto due premi Oscar e numerosi altri riconoscimenti. Molto elogiate dalla critica le interpretazioni di Landau e Depp. Questo è anche il primo lungometraggio di Tim Burton senza le musiche composte da Danny Elfman, a causa di divergenze creative fra i due. Il regista scelse il compositore Howard Shore.

## Trama
Nel 1952, il giovane e squattrinato artista Edward D. Wood Jr. dirige una scalcinata compagnia teatrale, ed è in cerca di mezzi per il proprio debutto nel mondo del cinema. Quando apprende dalla rivista Variety che il produttore George Weiss è alla ricerca di un regista per girare un film biografico sulle vicende di Christine Jorgensen, Edward si reca entusiasta da Weiss chiedendogli di dirigere il film, certo che il fatto che anche lui ami indossare abiti femminili possa rappresentare un punto a suo favore.
Il produttore gli rivela che non è in grado di pagare la somma che Jorgensen chiede per i diritti sulla sua storia e che avrebbe realizzato il film romanzandolo, ma si rifiuta di assegnare la regia a Edward a causa della sua inesperienza. Poco dopo aver parlato con Weiss, Edward incontra casualmente uno dei suoi idoli, l'anziano attore Bela Lugosi e lo accompagna a casa sua iniziando a stringere un sincero rapporto di amicizia con lui. Promettendogli che Lugosi farà parte del cast per pochi soldi, Edward riesce a convincere Weiss a farsi affidare la regia del film su Jorgensen, che viene rinominato inbGlen or Glenda. Dopo essere stata girata e distribuita, la pellicola risulta però un fiasco al botteghino e riceve un'accoglienza critica feroce, impedendo a Edward di trovare lavoro alla casa di produzione di Weiss e di stringere una partnership con il dirigente della Warner Bros. Feldman (che all'inizio crede che il film sia uno scherzo da parte di William Wellman).
La sua fidanzata Dolores Fuller gli consiglia di produrre il suo nuovo film da solo. Anche nel trovare fondi per il suo nuovo progetto, La sposa di Atom, Edward incontra enormi difficoltà, ma fa la conoscenza del sedicente chiromante Criswell, che gli suggerisce metodi sul persuadere i potenziali produttori. In un bar Edward conosce la giovane Loretta King e per un equivoco crede che la ragazza sia una ricca ereditiera in grado di finanziare la produzione della nuova pellicola; per ingraziarsela le assegna il ruolo della protagonista che aveva invece scritto per Dolores, che per questo si infuria.
Le riprese del film hanno inizio, ma ben presto finiscono nuovamente a corto di soldi ed Edward, avendo scoperto che Loretta è in realtà povera, è costretto a stringere un accordo con il grossista di carni Don McCoy, il quale accetta di diventare il produttore a condizione che suo figlio Tony diventi il protagonista e che nel finale sia presente un'esplosione. Dopo la conclusione delle riprese della pellicola, rinominata La sposa del mostro, Dolores rompe la sua relazione con Edward a causa dei suoi film mediocri, i suoi bizzarri amici e la sua passione di vestire abiti femminili; inoltre il film si rivela un altro fiasco ed Edward e il suo cast vengono cacciati via da una folla inferocita alla première della pellicola. A peggiorare le cose si scopre che Bela Lugosi è diventato tossicodipendente e viene ricoverato in ospedale; qui Edward incontra Kathy O'Hara, con la quale inizia una nuova relazione e che lo accetta per la sua passione di vestire abiti da donna. Lugosi viene costretto ad uscire anzitempo dall'ospedale a causa del mancato rinnovo della sua copertura assicurativa e, poco tempo dopo, muore.
Rimasto da solo senza un divo protagonista, Edward riesce a convincere la congregazione religiosa a cui appartiene il suo padrone di casa ad affidargli i soldi stanziati per produrre un film sugli Apostoli di Gesù al fine di realizzare una pellicola di fantascienza, lasciando intendere che con gli incassi al botteghino il capitale si moltiplicherebbe, permettendo così la realizzazione di molti film a sfondo religioso. Il nuovo film si chiama Plan 9 from Outer Space e Edward riutilizza alcune sequenze estemporanee girate da Lugosi prima della sua morte, facendolo impersonare per le scene restanti dal chiropratico di Kathy, il dottor Tom Mason.
La realizzazione del film è a dir poco disastrosa a causa delle bizze della prima attrice Vampira, le interferenze dei produttori battisti, la cronica mancanza di fondi e non ultimo la disinvolta cialtroneria di Edward, che non si cura minimamente di quanto poco credibili siano la recitazione degli attori e gli effetti speciali. Un giorno, in preda a una crisi di nervi, Edward va a bere in un bar, dove incontra il suo idolo, il regista Orson Welles, anch'egli preoccupato dalla travagliata produzione dei suoi film, che lo sprona a non mollare la lotta per la sua visione creativa. Il film termina con Edward che assiste alla première di Plan 9 from Outer Space, dove viene accolto dagli applausi convinti della platea, per poi uscire dalla sala con Kathy e partire in macchina per Las Vegas e sposarsi.

## Produzione

### Origini
Scott Alexander e Larry Karaszewski concepirono l'idea di scrivere una sceneggiatura sulla vita di Ed Wood sin dal loro periodo di studi alla USC School of Cinematic Arts. Alexander propose anche di realizzare un film documentario su Wood intitolato L'uomo col maglione d'angora nei suoi anni da studente alla University of Southern California. Comunque Karaszewski decise che "nessuno sulla faccia della Terra avrebbe realizzato questo film, o permesso che venisse fatto, perché non era un tipo di film ben accolto". Dopo la scuola, si stabilirono a Hollywood e si affermarono come gli scrittori della serie animata Problem Child. Scrissero qui un abbozzo di dieci pagine e lo affidarono al regista Michael Lehmann, anch'egli studente alla USC. Karaszewski ricorda che vendettero il film dovendo spiegare che "i tipi che hanno scritto Problem Child e il tipo che ha diretto Hudson Hawk - Il mago del furto stanno facendo un film sul peggior cineasta di tutti i tempi". Lehmann mostrò l'elaborato alla produttrice Denise Di Novi e fu stipulato un accordo nel quale Lehmann avrebbe diretto il film mentre Di Novi e Tim Burton l'avrebbero prodotto.
Nel frattempo, Burton era intenzionato a dirigere un adattamento de Lo strano caso del dottor Jekyll e del signor Hyde, Mary Reilly, e risiedeva a Poughkeepsie quando fu avvicinato con l'offerta di produrre Ed Wood.
Il regista iniziò a leggere Nightmare of Ecstasy di Rudolph Grey (ISBN 0-922915-24-5), una lunga biografia che riporta interviste alla famiglia ed ai colleghi di Wood. Lesse anche alcune lettere dello stesso Wood e fu preso da come "scriveva riguardo ai suoi film, come se stesse realizzando Quarto potere, sai, quando invece le altre persone li percepivano come... i peggiori film di sempre". Alexander e Karaszewski scrissero un copione di 147 pagine in sei settimane, lavorando 14 ore al giorno, sette giorni alla settimana e ciò rese Burton interessato alla direzione del film. Decisivi per il regista furono la decisione dello studio che l'aveva ingaggiato di anticipare la realizzazione di Mary Reilly rispetto al suo volere e la scelta come protagonista di Julia Roberts anziché Winona Ryder (preferita da Burton). Burton decise così di lasciare il progetto per dirigere Ed Wood, mentre Lehmann si dirigeva a riprendere Airheads - Una band da lanciare.

### Burton e Wood
Burton ammette di esser sempre stato un fan di Ed Wood, motivo per cui il biopic è filmato con una trasportata ed esagerata inclinazione per tale ammirazione anziché per una derisione del lavoro di Wood.
Burton riconobbe di aver probabilmente dipinto Wood ed il suo staff in un modo esageratamente indulgente, affermando di non voler ridicolizzare le persone che sono già state ridicolizzate per un considerevole periodo della loro vita. Decise di non dipingere il lato più oscuro della vita di Wood perché le sue lettere non alludono mai a questo aspetto e rimangono allegre. A tal fine, il regista volle realizzare il film attraverso gli occhi di Wood. In un'intervista disse: "Non ho mai visto nulla simile ad esse (le lettere), quel tipo di cattiva poesia e di ridondanza - come nel dire cinque frasi per spiegare qualcosa quando una persona normale ce ne impiegherebbe una... Eppure in esse c'è una sincerità che è veramente insolita, e le ho sempre trovate un qualcosa di toccante; questa caratteristica dà loro un senso surreale, magicamente sentito".
Il rispetto di Burton per Wood si nota bene anche nel film Edward mani di forbice, per il quale il regista ha affermato di aver chiamato il personaggio principale Edward in onore di Wood, il cui nome per intero è lo stesso. La relazione tra Wood e Lugosi nel copione echeggia strettamente la relazione tra Burton col suo idolo e per due volte collega Vincent Price. In un'intervista ha detto: "Incontrare Vincent ebbe un impatto incredibile per me, lo stesso impatto che deve aver avuto su Ed incontrare il suo idolo e lavorare con lui."

## Curiosità
Insoddisfatto dell'interpretazione di Vincent D'Onofrio, Tim Burton lo fece doppiare nella versione originale da Maurice LaMarche, il quale aveva doppiato la parodia di Orson Welles nella serie animata The Critic e il Prof in Animaniacs e Mignolo e Prof, che in lingua originale ha una voce basata su Welles.

## Distribuzione
In Italia è uscito al cinema sabato 27 maggio 1995, distribuito dalla Buena Vista International Italia.

## Accoglienza

### Incassi
Il film è stato un fiasco al botteghino. A fronte di un budget di 18 milioni di dollari, la pellicola ha incassato un totale complessivo di 5887457 $.

### Critica
Nonostante l'insuccesso economico, il film è stato accolto positivamente dalla critica. Sull'aggregatore di recensioni Rotten Tomatoes ha un indice di gradimento del 92% basato su 75 recensioni, con un voto medio di 8 su 10. Su Metacritic ottiene un punteggio di 71 su 100 basato su 19 recensioni.

## Riconoscimenti
- 1994 - Los Angeles Film Critics Association Awards
  - Miglior attore non protagonista Martin Landau
  - Migliore fotografia a Stefan Czapsky
  - Miglior colonna sonora a Howard Shore
- 1994 - New York Film Critics Circle Awards
  - Miglior attore non protagonista a Martin Landau
  - Migliore fotografia a Stefan Czapsky
- 1995 - Screen Actors Guild Award
  - Miglior attore non protagonista a Martin Landau
- 1995 - Festival di Cannes
  - Nomination Palma d'oro a Tim Burton
- 1995 - Golden Globe
  - Miglior attore non protagonista a Martin Landau
  - Nomination Miglior film commedia o musicale
  - Nomination Miglior attore in un film commedia o musicale a Johnny Depp
- 1995 - Kansas City Film Critics Circle Award
  - Miglior attore non protagonista a Martin Landau
- 1995 - Premio Oscar
  - Miglior attore non protagonista a Martin Landau
  - Miglior trucco a Rick Baker, Ve Neill e Yolanda Toussieng
- 1996 - Premio BAFTA
  - Nomination Miglior attore non protagonista a Martin Landau
  - Nomination Miglior trucco a Rick Baker, Ve Neill e Yolanda Toussieng